# 聯合國安全理事會第619號決議
聯合國安全理事會第619號決議(United Nations Security Council Resolution 598)是聯合國於1988年8月9日一致通過的決議。該決議是在回顧第598號決議（1987）並批准秘書長哈維爾·裴瑞茲·德奎利亞爾關於第598號決議第2段執行情況的報告之後作出的。
因此，安理會決定建立聯合國伊朗伊拉克軍事觀察團，最初為期六個月，以監測伊朗和伊拉克在衝突結束時的停火狀況。

## 外部連結
- 维基文库中的相關文獻：聯合國安全理事會第619號決議